# The Morgan
The Morgan fue una banda de new wave que tocó en los años '80 en la Argentina. Fue un grupo que funcionó solo durante tres meses, pero cuya relevancia fue ser un semillero del cual salieron figuras como Andrés Calamaro, Sandra Baylac, Zeta Bosio y Gustavo Cerati, y es considerado como la génesis que luego daría vida a la banda Soda Stereo.

## Historia

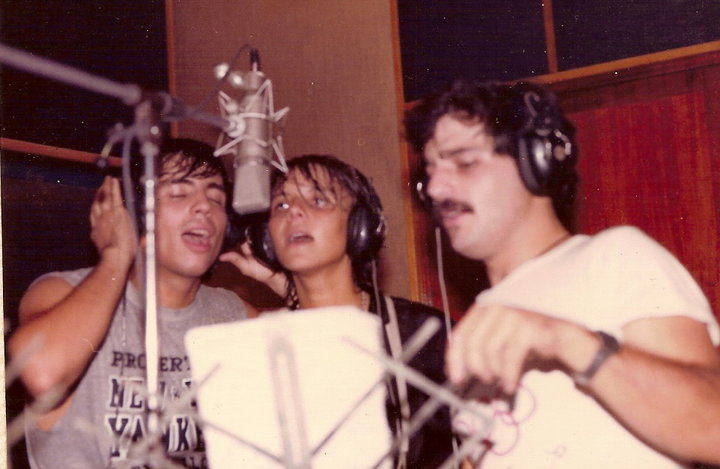
Cris Hansen, Sandra Baylac y Zeta Bosio en The Morgan grabando en estudio un disco

La banda fue formada por el tecladista Osvaldo Kaplan en el año 1980 y la voz la ponía Sandra Baylac. La formación original del grupo incluía a Zeta Bosio (bajo y coros), Hugo "Dop" Dopazo (batería), Cris Hansen (guitarra y voz), y Charly Amato (guitarra y coros). También tocaron Pablo Guadalupe (batería) de Los Twist y Los Auténticos Decadentes, Andrés Calamaro (teclados) y Gustavo Cerati (guitarra y voz). El sonido estaba a cargo de Marcelo Angiolini (quien luego fuera sonidista de Soda Stereo) y su socio Eduardo Hinrichs.
Los primeros ensayos del grupo cuando se preparaban para tocar en el parador La Olla en Punta del Este en el verano de 1981 fueron en el departamento de Osvaldo Kaplan en la Avenida del Libertador en Buenos Aires. Más tarde el grupo se reunía a ensayar en el garaje de la casa de Zeta en San Fernando en una pieza acustizada armada para ensayar. Andrés Calamaro y Gustavo Cerati y Zeta compartían también Proyecto Erekto. Calamaro fue llamado para tocar con Los abuelos de la nada y se fue. The Morgan se dividió y Calamaro se fue con Los abuelos de la nada, Gustavo Cerati y Zeta formaron Soda Stereo con Charly Alberti; y Sandra Baylac se fue a cantar con Rouge y Soul Fingers.
Cris Hansen llegaría a ser un importante director teatral, representante de la New York Academy, premiado con dos discos de oro, compositor de la música original de Patoruzito
y director general de Pastestudio.

## Miembros

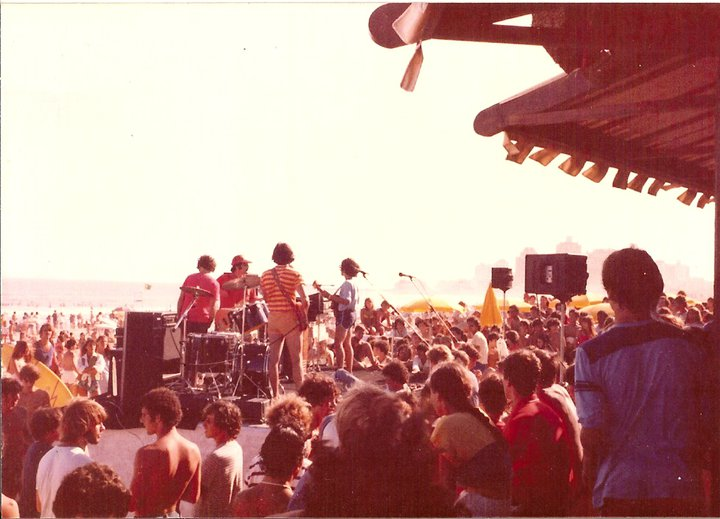
The Morgan en concierto al aire libre en Punta del Este.

The Morgan empezó como un grupo new wave y pop inspirado en dos bandas internacionales consagradas: The Police, que justo había visitado la Argentina en 1980, y, en menor medida, The Cure. En esa época Osvaldo Kaplan era un tecladista que vivía en Buenos Aires y quería armar un grupo para tocar ese verano en Punta del Este, Uruguay.
Kaplan conocía a Cris Hansen, guitarrista y cantante que formaba parte del grupo «Wish». «Wish» estaba formado por Pablo Guadalupe en batería, Darío Ungaro también en batería y campanas orientales - posteriormente el mejor baterista de reggae de la Argentina con discos de oro en media Sudamérica y el doble platino en Argentina -, Alejandro "Alex" O’Donnell en teclados, Pixie De Biedma en bajo, Sandra Baylac en voz y Carlos "Charly" Amato en guitarra y coros.
Cris Hansen lo llamó a Carlos "Charly" Amato en 1981 para decirle que estaban buscando a un primer guitarrista y una cantante para tocar ese verano en Punta. Osvaldo también se conectó con Hugo Dopazo y Héctor Bosio, futuro Zeta, y se armó la banda.
Se juntaron por primera vez en el departamento de Osvaldo en la Avenida del Libertador en Palermo y, como no había otro lugar disponible, decidieron instalarse en el living por casi dos meses para ensayar los temas del verano.
Salieron de Buenos Aires rumbo a la playa con el nombre de «Popcorn», pero cuando llegaron a Punta del Este ya se llamaban The Morgan.
La primera formación de The Morgan era: Zeta Bosio en bajo, Carlos "Charly" Amato en guitarra, Sandra Baylac en canto, Cris Hansen en guitarra y canto, Hugo “Dop” Dopazo en batería y Osvaldo Kaplan en teclados. Cuando los contrataron, tocaron en la playa La Olla en Punta del Este durante todo el mes de enero de 1982. La mayoría de los integrantes de la banda residía en la casa del barrio Loma Verde de Osvaldo.
Coincidió que, ese verano, también estaba Gustavo Cerati tocando en Punta del Este con su grupo «Sauvage».
El lugar donde tocaban quebró y los integrantes de «Sauvage» se quedaron sin un peso. Entonces comenzaron a vender todo lo que estaba en la discoteca, porque la dueña, quien les había pagado con cheques sin fondos, se fugó.
Alquilaron el piano para poder quedarse ya que no querían perderse las vacaciones en el mar.
En otro lugar de Punta del Este estaba tocando The Morgan. Como Cerati no tenía dónde quedarse se fue con ellos y en ese momento empezó su relación con Zeta. Ese verano planearon la idea de tener un grupo juntos en lo que fue la semilla de Soda Stereo.
Cuando regresaron a Buenos Aires, en marzo, The Morgan tocó en el programa Domingos para la Juventud en canal 9 y en el Show Fantástico con Gustavo Cerati ya integrado al grupo.

## Disco

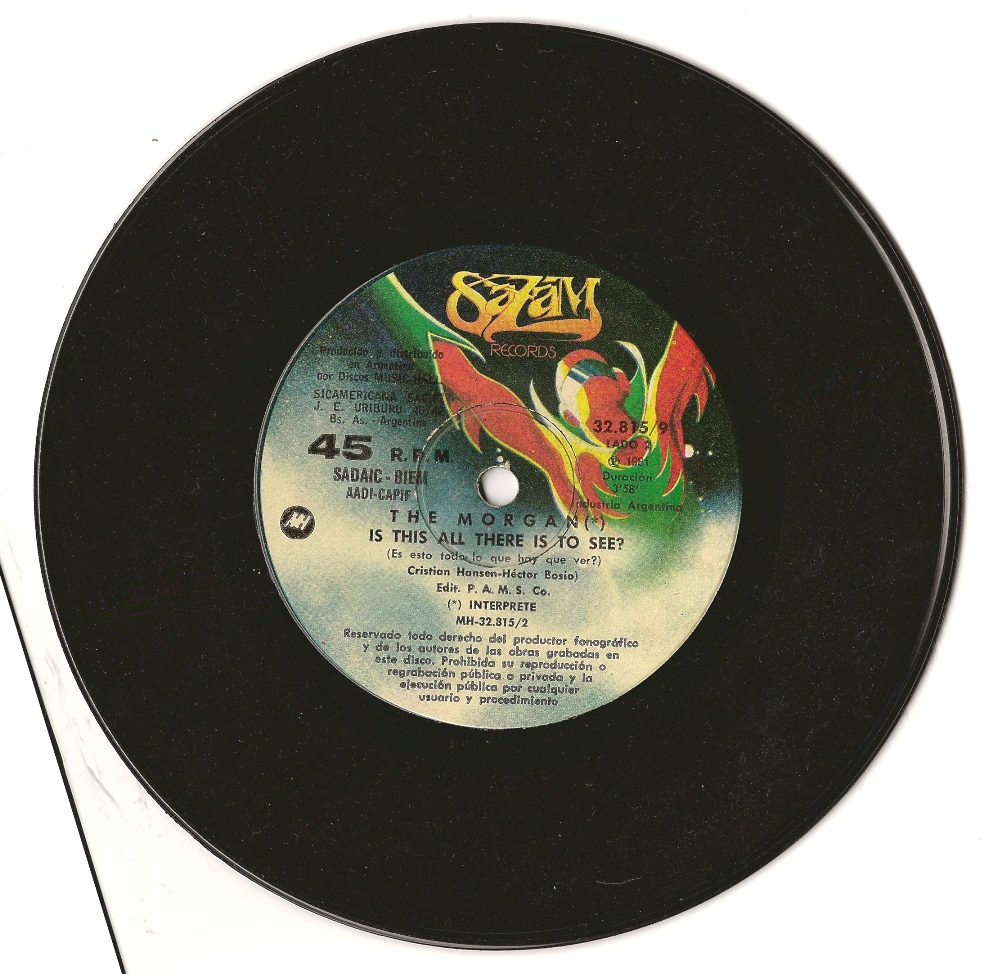
Disco de The Morgan.

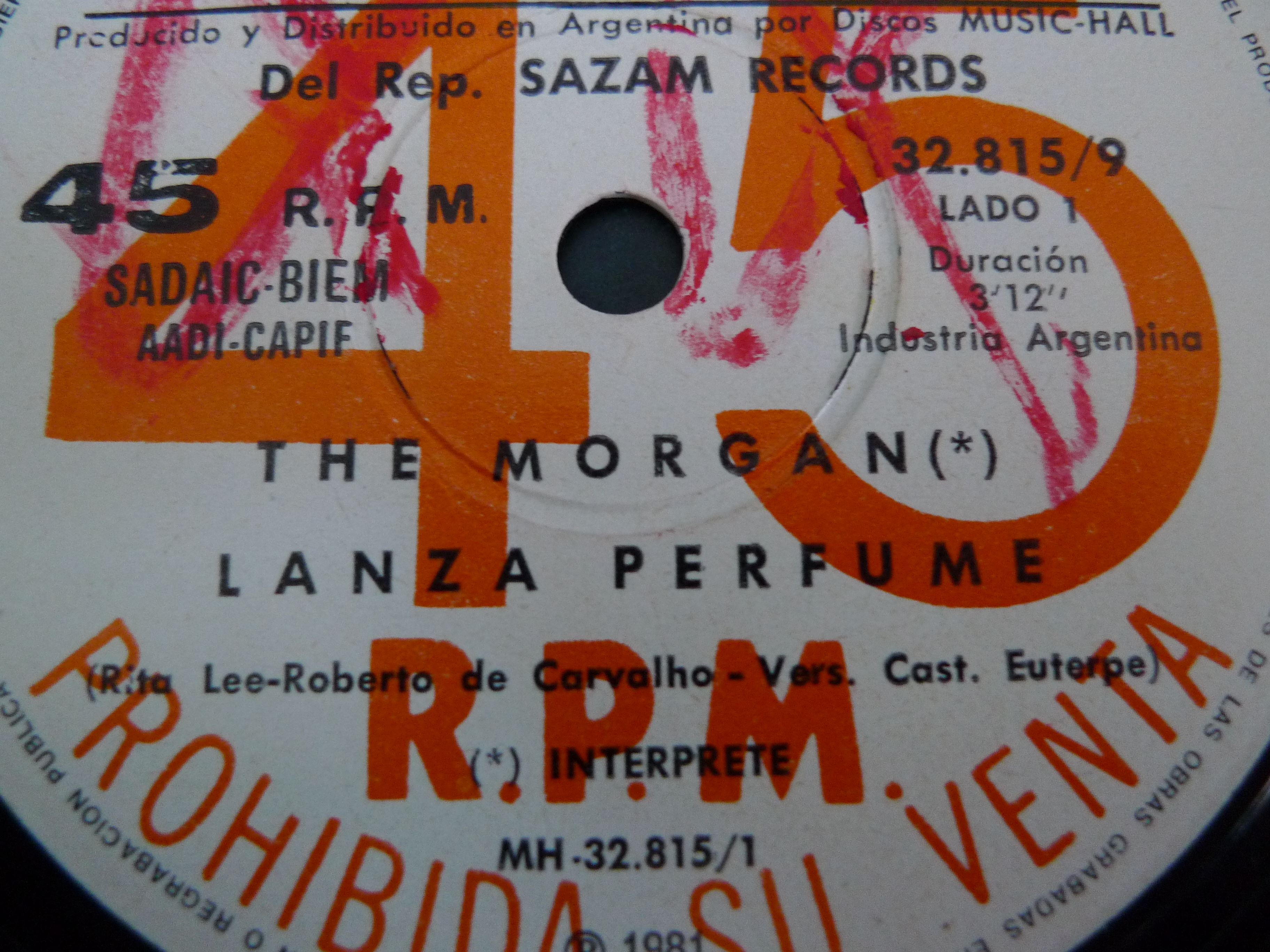
Lanzaperfume

La historia de The Morgan fue breve, apenas tres meses de vida, pero gracias al entusiasmo de Alejandro Celasco, el hijo del dueño del sello Music Hall, llegaron a grabar un simple. El empresario, argentino, les dijo que quería grabar el disco con el tema de Rita Lee pero en versión castellana. Celasco los había visto tocar en vivo e inmediatamente les propuso grabar en Brasil o Montevideo, para editar un disco lo antes posible. Zeta lo convenció de grabar en Buenos Aires.
En el año 1980 The Morgan, en la voz de Sandra Baylac - quien era la primera vez que entraba a un estudio - grabó un disco simple con la versión en castellano de la canción «Lanza Perfume» de Rita Lee con la discográfica Music Hall. Tocaron Cris Hansen y Charly Amato en guitarras,  Hugo Dopazo en batería, Osvaldo Kaplan en teclados y Héctor (Zeta) Bosio en bajo. El lado "B" tenía una canción compuesta por Cris Hansen y Héctor "Zeta" Bosio en la onda new-wave, llamado «Is this all there is to see?». El tema, que fue cantado por Chris en inglés, fue compuesto en 10 minutos en el hall del estudio de grabaciones. Se vendieron 27 copias.
Grabaron en el estudio de una banda argentina que se llamaba «Los Bárbaros», un estudio de ocho canales con Amílcar Gilabert como técnico, quien grabó también a Charly García. Las canciones se pueden encontrar fácilmente en YouTube.